# Vanne (rivière)
Pour les articles homonymes, voir Vanne (homonymie).
La Vanne est une rivière française située dans les deux départements de l'Aube (Grand-Est) et de l'Yonne (Bourgogne-Franche-Comté). C'est un affluent de rive droite de l'Yonne, donc un sous-affluent de la Seine.

## Étymologie
Le mot « Vanne » vient du mot gaulois « Veen ou Vehen » qui signifie « tourbière ».

## Géographie
Le bassin versant de la Vanne est situé dans les départements de l'Aube et de l'Yonne. La rivière naît dans la commune de Fontvannes (plus précisément sous l'église), petite localité de l'Aube située à 17 km à l'ouest de la ville de Troyes. La Vanne se dirige d'emblée vers l'ouest-sud-ouest, direction qu'elle maintient grosso modo tout au long de son parcours de 58,8 km.
La rivière matérialise la frontière naturelle nord du Pays d'Othe, région fortement boisée (45 % de forêts) qui constitue par ailleurs la plus grande partie de son bassin versant et lui fournit la majeure quantité de son débit.
Elle conflue avec l'Yonne en rive droite au niveau de la ville de Sens.
Une ZNIEFF ou Zone naturelle d'intérêt écologique, faunistique et floristique importante a été décrite dans les marais longeant le cours de la Vanne. Elle est dénommée Marais de la Vanne à Villemaur-sur-Vanne et s'étend sur 99 hectares, 28 km à l'ouest de Troyes dans le département de l'Aube.

### Communes et cantons traversés
- Département de l'Aube :
  - Fontvannes, Bucey-en-Othe, Estissac, Neuville-sur-Vanne, Villemaur-sur-Vanne, Paisy-Cosdon, Saint-Benoist-sur-Vanne, Rigny-le-Ferron et Vulaines.

- Département de l'Yonne :
  - Flacy, Bagneaux, Villeneuve-l'Archevêque, Molinons, Foissy-sur-Vanne, Chigy, Pont-sur-Vanne, Theil-sur-Vanne, Villiers-Louis, Malay-le-Petit, Malay-le-Grand, Maillot et Sens.

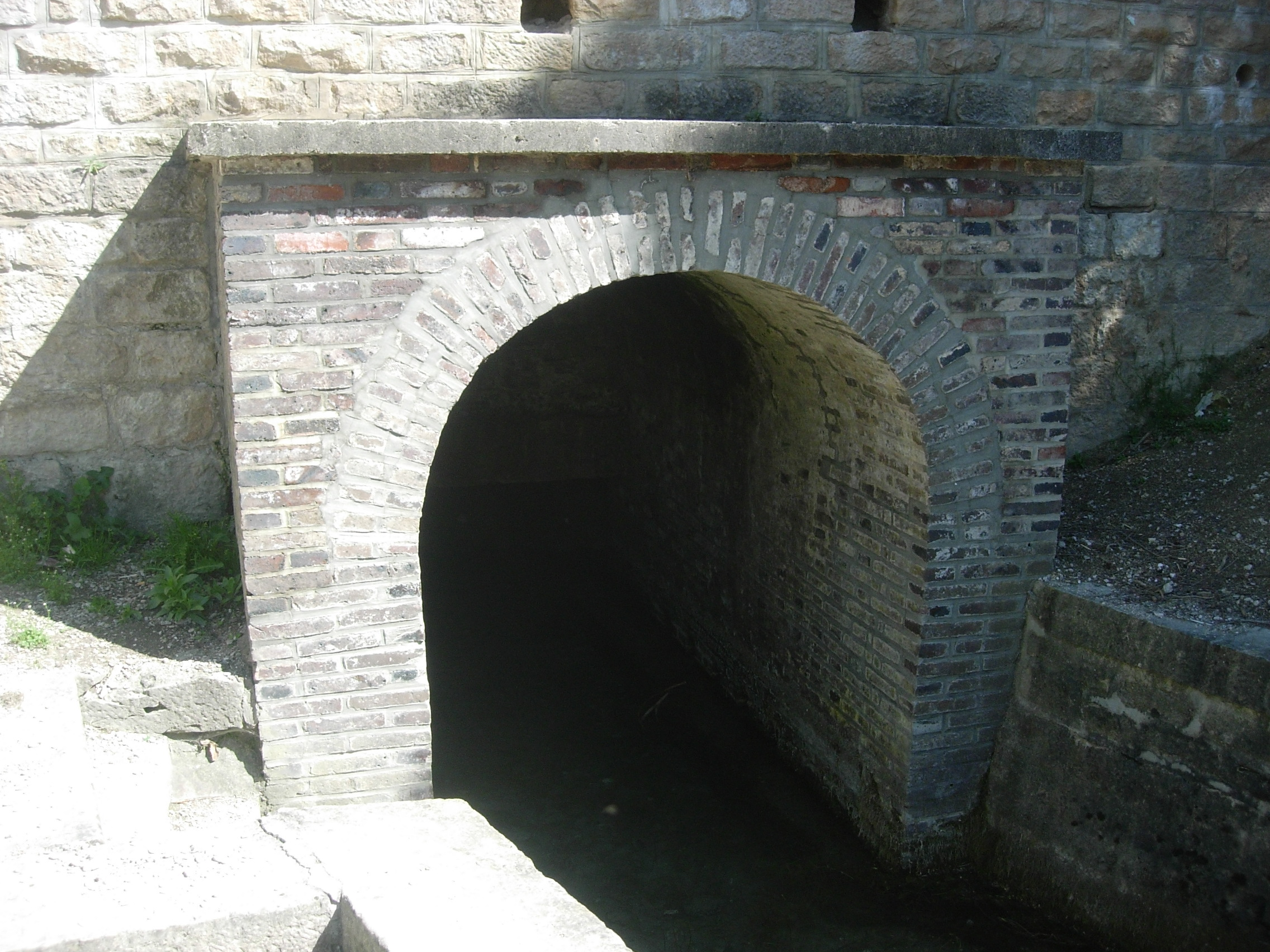
La source de la Vanne à Fontvannes.
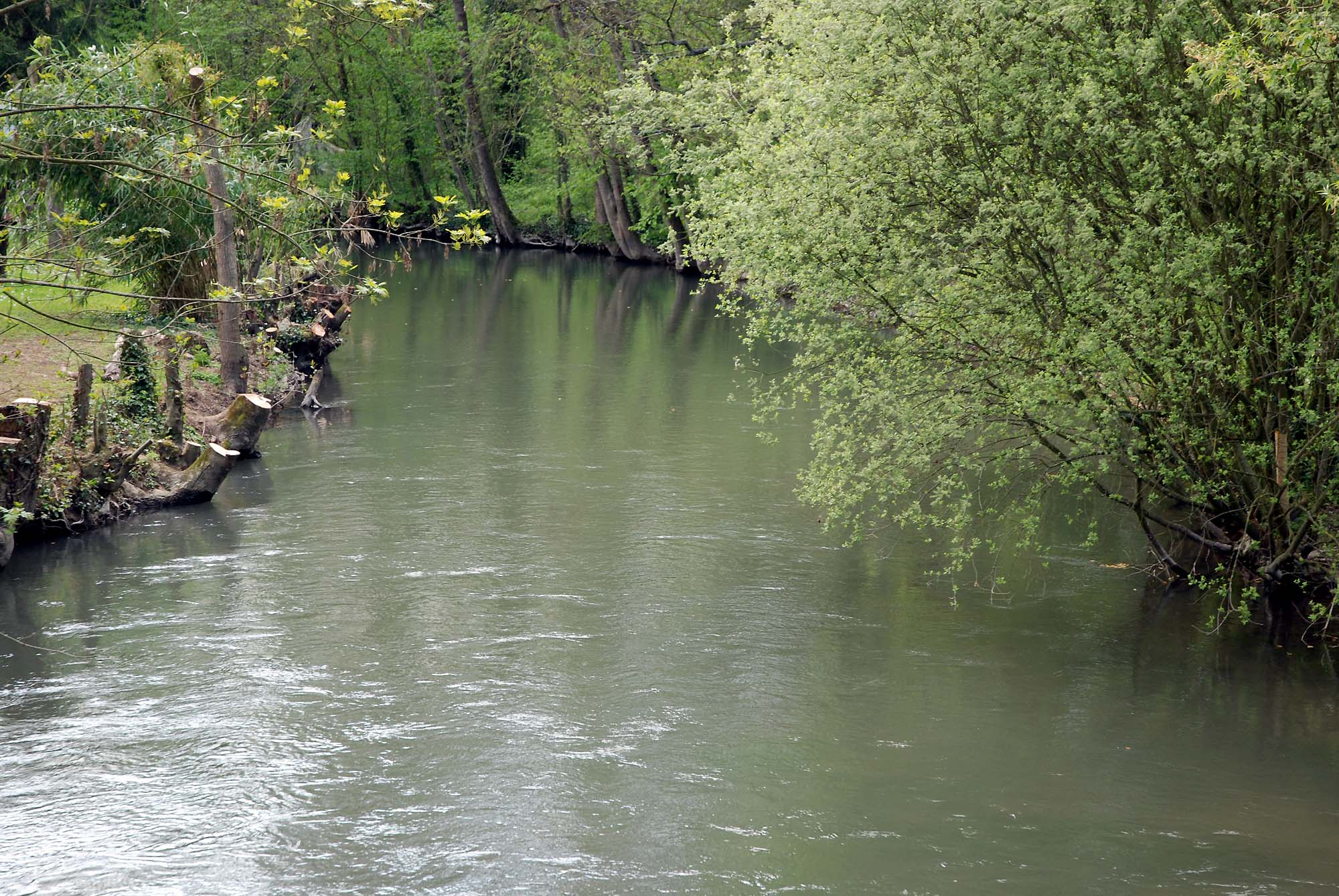
La Vanne à Bagneaux.

### Toponymes
La Vanne a donné son nom aux six communes suivantes : Fontvannes, Neuville-sur-Vanne, Villemaur-sur-Vanne, Foissy-sur-Vanne, Pont-sur-Vanne et Theil-sur-Vanne.

### Bassin versant
La Vanne traverse cinq zones hydrographiques F354, F355, F356, F357, F358, pour une superficie de 990 km2. Ce bassin versant est constitué à 66,20 % de « territoires agricoles », à 31,16 % de « forêts et milieux semi-naturels », à 2,52 % de « territoires artificialisés », à 0,03 % de « surfaces en eau », à 0,02 % de « zones humides ».

### Organisme gestionnaire
Le bassin versant de la Vanne est géré par le Syndicat intercommunal d’assainissement et d’irrigation de la Vanne et de ses affluents (SIAIVA). Le président est Jean-Pierre Verrecke également maire de Neuville-sur-Vanne.

## Affluents
La Vanne a vingt-trois tronçons affluents référencés. La Vanne reçoit de nombreux petits affluents, dont les principaux lui arrivent du sud, en rive gauche, depuis le pays d'Othe et sa forêt.
- L'Ancre (rg[note 1]), longue de 16 km, naît entre Bercenay-en-Othe et Maraye-en-Othe et conflue en rive gauche à Estissac et est de rang de Strahler deux.
- le Betrot (rd), 8,2 km sur les trois communes d'Estissac, Dierrey-Saint-Julien et Dierrey-Saint-Pierre.
- La Nosle (rg), 13,4 km naît à Saint-Mards-en-Othe et baigne notamment Aix-en-Othe. Elle se jette dans la Vanne en rive gauche à Villemaur-sur-Vanne et est de rang de Strahler deux.
- le ruisseau des Abimes (rg), 2,1 km sur les deux communes de Saint-Benoist-sur-Vanne et Paisy-Cosdon.
- le Fossé de Tiremont (rg), 4,2 km sur les trois communes de Flacy, Rigny-le-Ferron, Vulaines.
- Le Cérilly ou ruisseau de Sevy (rg), 15,2 km venu du bois de Sévy à Bœurs-en-Othe, conflue en rive gauche à Flacy et est de rang de Strahler deux. Cet affluent est doté d'une branche de l'aqueduc de la Vanne, qui longeant son flanc gauche recueille l'eau de diverses sources pour l'acheminer vers Paris.
- la Vieille Vanne (rg), 2,3 km
- l'Allain (rd), 11,6 km sur les quatre communes de Lailly, Courgenay, Molinons, Pouy-sur-Vannes avec deux affluents :
  - le ru du Gre 2,4 km sur la seule commune de Courgenay.
- la Bacule (rg), 2,2 km sur les deux communes de Theil-sur-Vanne et Vaumort.
- la Lingue (rg), 2,6 km sur les deux communes de Sens et Maillot.

### Rang de Strahler
Donc son rang de Strahler est de trois.

## Hydrologie

### La Vanne à Pont-sur-Vanne
Son débit a été observé depuis le 31 décembre 1961 , à Pont-sur-Vanne, à 88 m d'altitude, localité du département de l'Yonne, située à peu de distance de son confluent avec l'Yonne à Sens.
Le module de la Vanne est de 5,40 m3/s à cet endroit, pour un bassin versant de 866 km2 pour un bassin total de 990 km2.
Les valeurs de débit actuelles sont éloignées des valeurs naturelles du cours d'eau, telles qu'elles étaient avant les travaux de captage des eaux au XIXe siècle et qui représentent annuellement 0,957 m3/s. La rivière présente des fluctuations saisonnières de débit fort peu marquées, avec des hautes eaux d'hiver et de printemps portant le débit mensuel moyen entre 6,4 et 7,0 m3/s de décembre à mai inclus (maximum en mars-avril), et des basses eaux d'été-automne -période de juillet à début novembre- avec une baisse du débit moyen mensuel jusqu'au niveau de 3,8 m3/s au mois d'août.

### Étiage ou basses eaux
Le VCN3 peut cependant baisser jusque 2,2 m3/s, en cas de période quinquennale sèche, ce qui reste cependant fort confortable.

### Crues
Les crues ne sont guère importantes, compte tenu de la taille du bassin et du débit moyen. Les QIX 2 et QIX 5 valent en effet respectivement 9,7 et 13 m3/s. Le QIX 10 est de 15 m3/s, le QIX 20 de 17 m3/s. Quant au QIX 50, il se monte à 19 m3/s.
Le débit maximal enregistré a été de 18,6 m3/s le 11 janvier 1982. Si l'on compare cette valeur à l'échelle des QIX exposée plus haut, on constate que cette crue était d'ordre cinquantennal, et donc très exceptionnelle.

### Lame d'eau et débit spécifique
La lame d'eau écoulée dans le bassin de la Vanne est de 198 millimètres annuellement, ce qui est médiocre par rapport à la moyenne d'ensemble de la France et du bassin de l'Yonne. Il faut cependant garder à l'esprit que les prélèvements pour la ville de Paris se montent à 35 mm/an et que s'ils n'avaient pas lieu, la lame d'eau serait de 233 mm/an, chiffre équivalent à la moyenne du bassin de la Seine. Le débit spécifique (Qsp) se monte à 6,3 l/s et par kilomètre carré de bassin.

### Bilan hydrologique de la Vanne

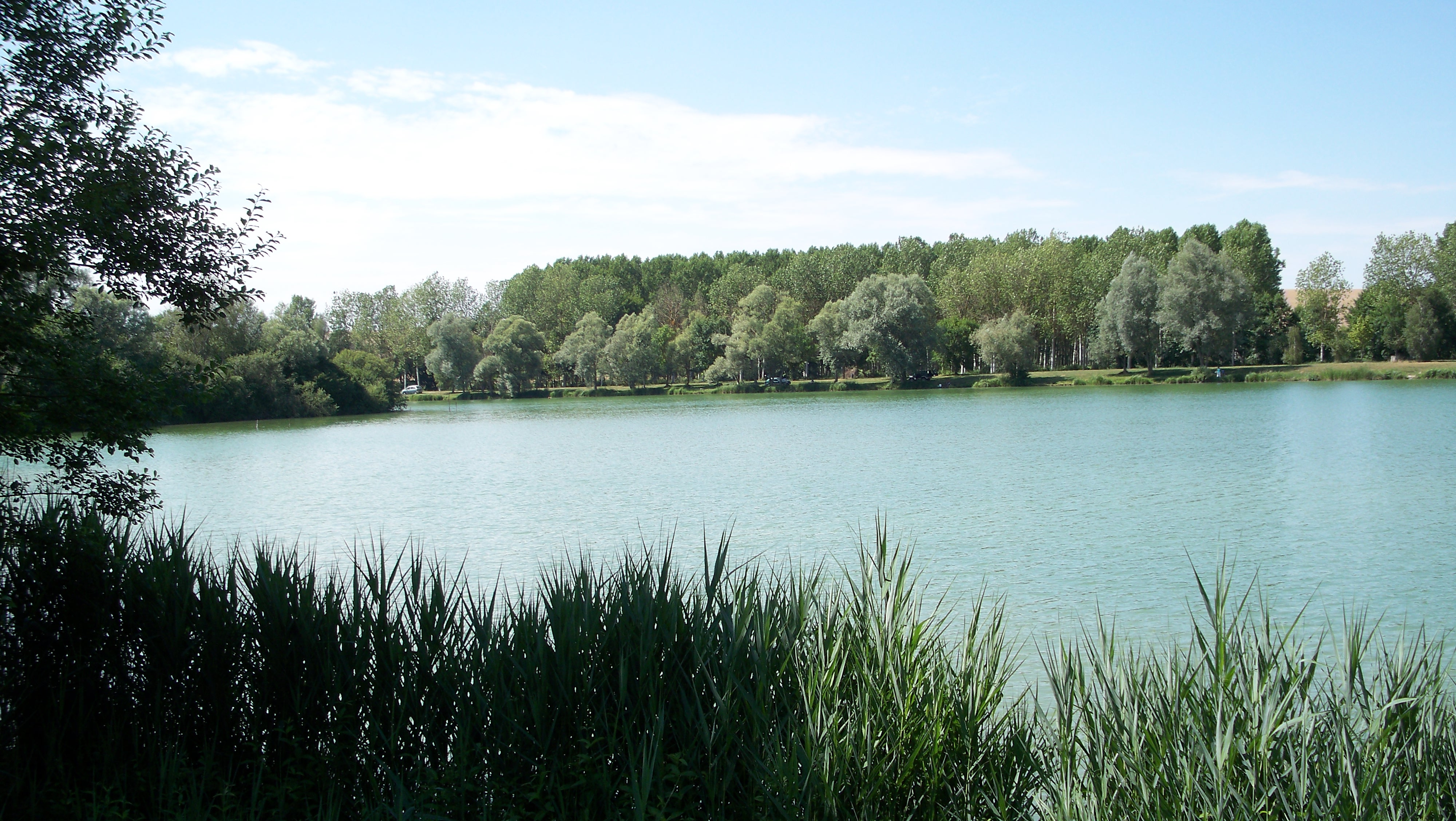
Lac de Paisy-Cosdon.

Le bassin de la Vanne a une superficie de 866,9 km2. Les précipitations annuelles moyennes tombant sur le bassin sont de 632,8 mm ou 632,8 l/m2, correspondant à un volume annuel de 548 574 300 m3.
L'évapotranspiration réelle (ou ETR) consomme 61,7 % de ces précipitations. Il reste donc 38,3 % du volume initial. C'est la pluie efficace (ou PEF). Le volume annuel de cette PEF est donc de 209 963 200 m3/s annuellement ou 242,2 l/m2. La PEF peut soit s'infiltrer, ce qu'elle fait à raison de 63,5 % (soit 153,7 l/m2 annuellement, c'est-à-dire un volume annuel de 133 242 200 m3/s) soit s'écouler. Le volume annuel de cet écoulement dit "rapide" est donc de 76 721 000 m3/s.
La quantité infiltrée s'écoule aussi, mais de manière beaucoup plus lente, et va refaire surface plus bas dans la vallée de la rivière ou de ses affluents. On parle d'écoulement souterrain lent. Cependant quatre pour cent de la quantité PEF (pluie efficace) ne rejoindra pas la Vanne, mais reste stockée dans le sous-sol. Cela correspond à 9,6 l/m2 ou à une hauteur de précipitations de 9,6 mm par an, ce qui équivaut à 8 322 240 m3/s annuellement.
Le reste de l'eau infiltrée (soit 53,9 % de la PEF) rejoint le cours de la Vanne (constitué de la quantité d'écoulement rapide qui ne s'est jamais infiltrée) grâce aux sources. Une partie de cette eau de source est alors prélevée pour l'alimentation en eau potable de Paris et acheminée vers la capitale par l'aqueduc de la Vanne.
Le débit final de la rivière à Pont-sur-Vanne est de 5,44 m3/s correspondant à une hauteur d'eau annuelle de 197,9 mm (lame d'eau) ou encore à un volume annuel de 171 556 000 m3/s, tandis que l'aqueduc de la Vanne emmène 0,957 m3/s (957 l) vers Paris, soit un volume annuel de 3 069 000 m3/s.
Le prélèvement d'eau annuel au profit de la capitale se monte donc annuellement à 30 169 000 m3/s, c'est-à-dire plus de trente milliards de litres d'eau de source potable. C'est une quantité correspondant à la livraison annuelle de trois mille litres d'eau potable par habitant, ceci calculé sur une population de l'agglomération d'un peu plus de 10 000 000 d'habitants.

## De l'eau potable pour Paris

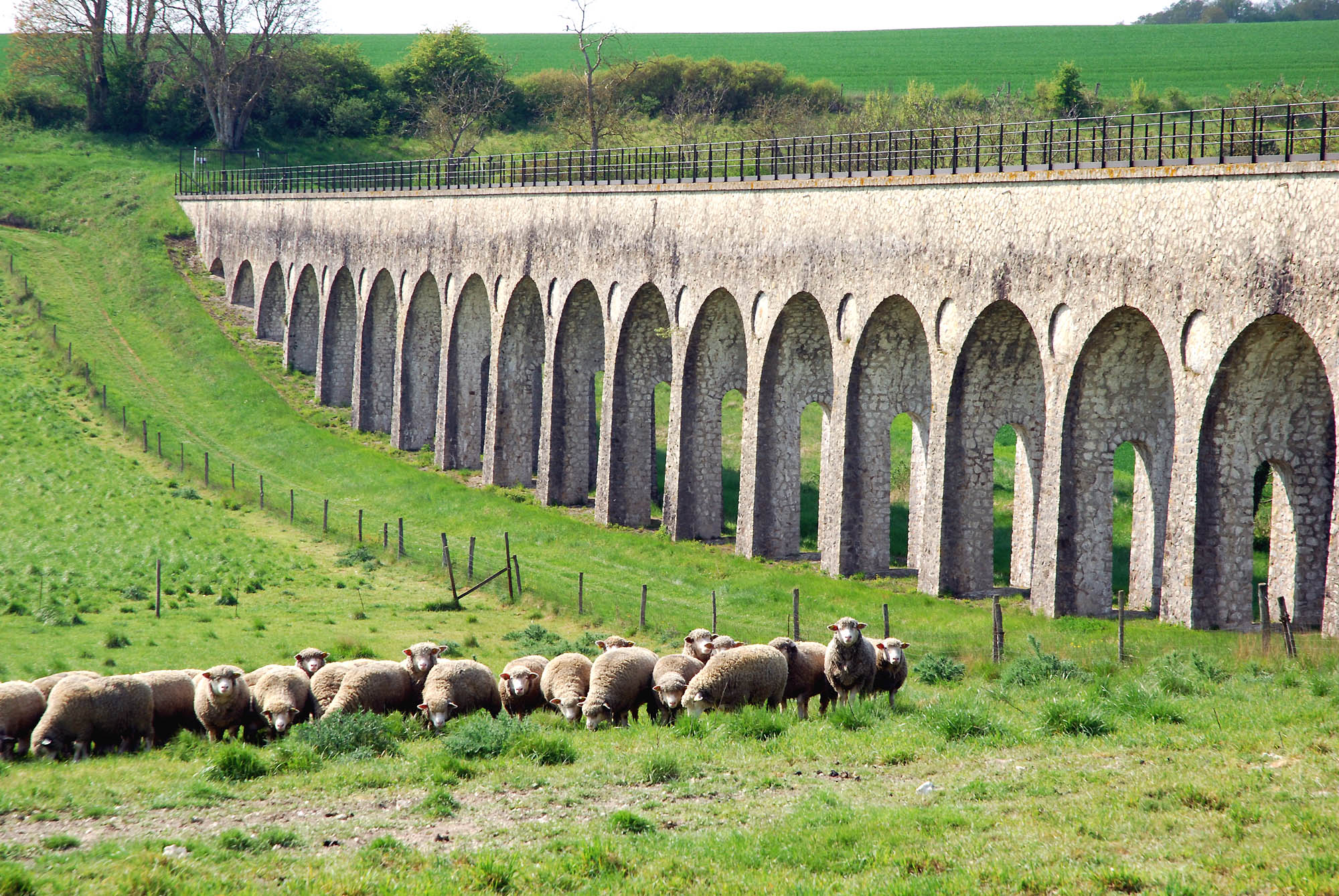
Aqueduc de la Vanne vers Villiers-Louis.

En 1867, la ville de Paris a engagé une série de travaux et construit un long aqueduc destiné à capter les sources de la vallée pour alimenter la capitale, et cela depuis l'amont de la rivière dans l'Aube jusqu'à la ville de Sens. Les travaux ont été réalisés par l'architecte Eugène Belgrand. Le débit du cours d'eau en fut fort modifié. Un aqueduc longe la rivière sur presque toute sa longueur, parfois souterrain et parfois à l'air libre. On peut y voir d'importants ouvrages d'art. Durant l'Antiquité les Romains avaient déjà effectué des travaux analogues pour alimenter la ville de Sens.
Aujourd'hui l'aqueduc de la Vanne court jusqu'à Paris, traversant notamment l'Yonne et la forêt de Fontainebleau, et transportant à 2,5 km/h pas moins de 957 l d'eau de source (et non pas d'eau de la rivière) par seconde dans le réservoir de Montsouris pour la consommation d'environ 20 % de l'eau potable dans la capitale. Le débit de la rivière en est diminué d'autant.
L’aqueduc de Cochepies (10,8 km), alimenté par des sources situées à Villeneuve-sur-Yonne, rejoint celui de la Vanne à Malay-le-Grand en passant sous la Vanne entre les communes de Maillot et Malay-le-Grand.

## Voie de communication
La vallée de la Vanne est une voie de communication importante pour la région car elle permet la liaison entre les villes de Sens et Troyes. Une voie romaine reliait déjà ces deux villes par la vallée. Actuellement[Quand ?], on y retrouve la route nationale 60, la ligne de chemin de fer Sens-Troyes et depuis peu l'autoroute A5.

## Les marais de la Vanne et la ZNIEFF de Villemaur-sur-Vanne
La ZNIEFF ou zone naturelle d'intérêt écologique, faunistique et floristique s'étend sur 99 hectares. Elle s'étire d'est en ouest le long de la rivière et comprend des roselières, des prairies humides et des bois marécageux à aulne, saule et piment royal. Elle recouvre une partie des communes de Neuville-sur-Vanne et de Villemaur-sur-Vanne.

### La flore
De nombreuses espèces rares ou protégées peuvent s'y rencontrer. plusieurs espèces sont protégées au niveau régional : la laîche paradoxale, le saule rampant (assez bien représenté), la gesse des marais (rare), le thélyptéris des marais, une orchidée, l'orchis négligé, de même que l'œnanthe de Lachenal et l'orchis incarnat. Ils sont inscrits sur la liste rouge des végétaux menacés de Champagne-Ardenne,
La renoncule grande douve bénéficiant d'une protection nationale n'a pas été revue depuis 1985, le ményanthe trèfle d'eau est considéré comme disparu depuis 1975.

### L'ichtyofaune

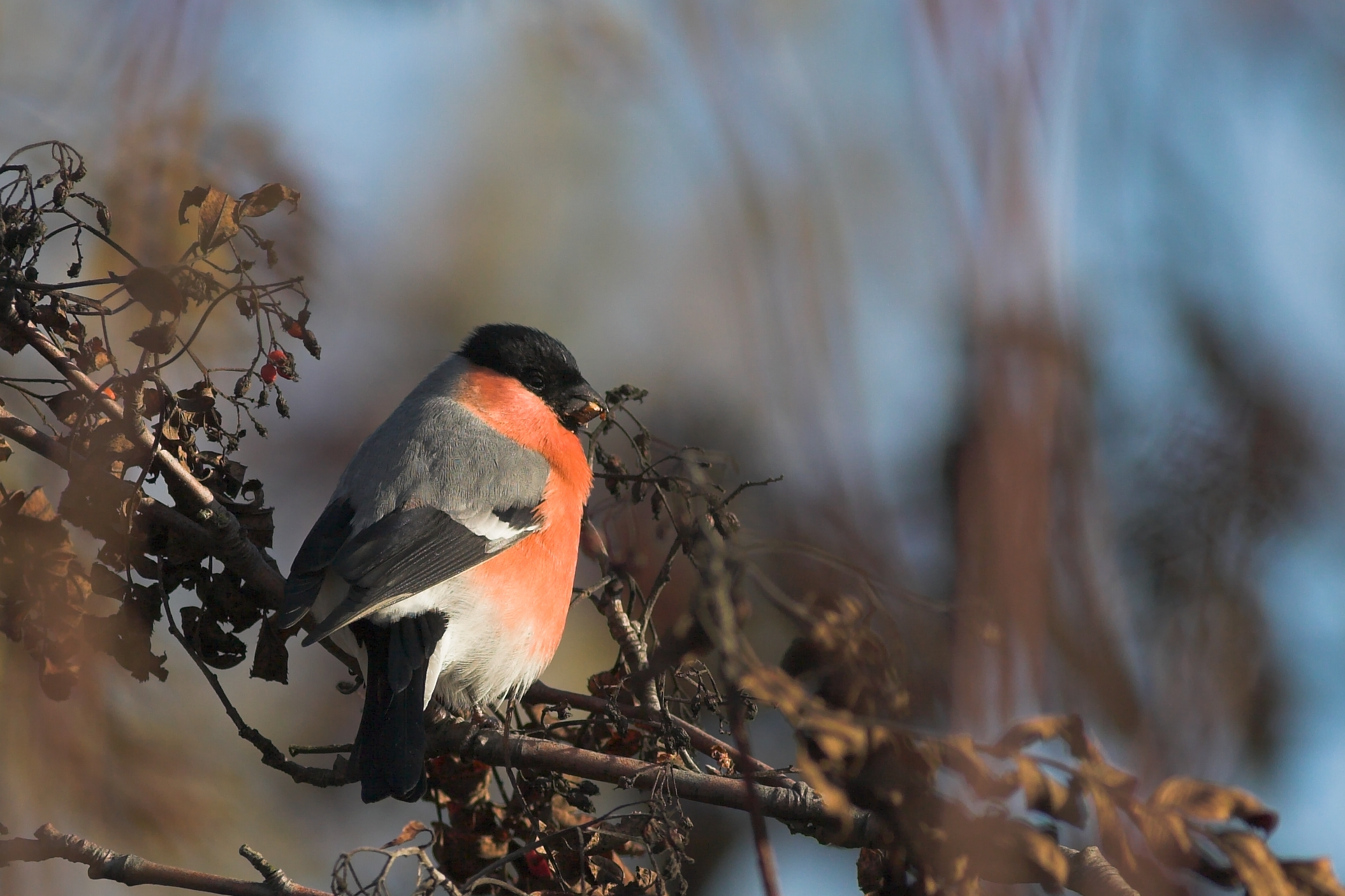
Le bouvreuil pivoine vit dans les milieux buissonnants.

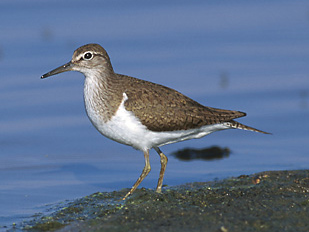
Le chevalier guignette ou actitis hypoleucos est inscrit sur la liste rouge nationale des espèces en danger. Hôte de passage, il n'a jamais niché sur la vallée.

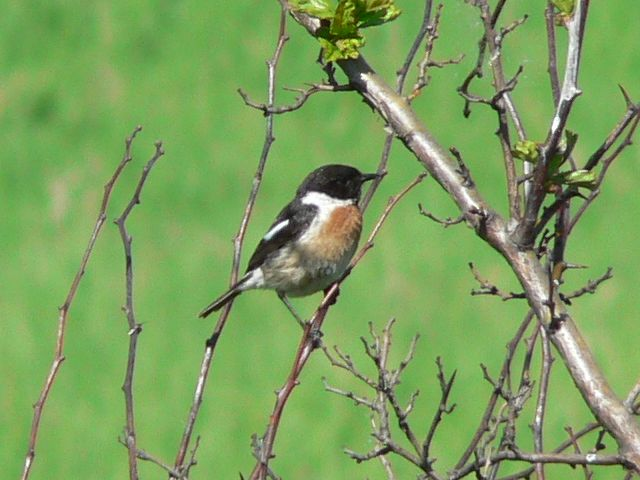
Le tarier pâtre.

La qualité des eaux de la rivière est bonne; elle est classée en première catégorie et héberge surtout des truites (truites arc-en-ciel et truites fario, sauvages ou non). Des brochets, des vairons, des chevesnes et des vandoises sont aussi présents. On y trouve en outre l'écrevisse à pattes blanches, espèce protégée en France depuis 1983.

### Reptiles et amphibiens
On peut rencontrer la vipère péliade. Celle-ci est protégée en France depuis 1993, est inscrite à l'annexe III de la convention de Berne et se trouve dans le livre rouge de la faune menacée en France.
Dans les zones les plus humides on peut voir la grenouille verte, la grenouille agile, la grenouille rousse, le crapaud et aussi le triton palmé, ce dernier inscrit dans le livre rouge.

### Les oiseaux
Pas moins de 121 espèces d'oiseaux ont été recensées dans les marais de la Vanne, ce qui est loin d'être négligeable. Sur ce total 46 sont protégées, et 18 sont qualifiées de rares ou menacées.
Le marais de Villemaur constitue une zone d'hivernage régulière ou une halte migratoire pour de nombreuses espèces migratrices. Certains de ces oiseaux sont rares ou menacés. Citons l'œdicnème criard, la bécassine des marais, le chevalier guignette, le chevalier aboyeur, le canard chipeau, la sarcelle d'été, le canard souchet, le canard pilet, la bécasse des bois, la grue cendrée, la marouette ponctuée, la cigogne blanche et la cigogne noire.
Outre les espèces migratrices, l'avifaune des marais comprend de nombreux oiseaux paludicoles, c'est-à-dire vivant dans les marais : le râle d'eau, la locustelle tachetée, le bruant des roseaux, le phragmite des joncs, la rousserolle verderolle et la rousserolle effarvatte. On trouve aussi des espèces vivant dans les milieux buissonnants : bouvreuil pivoine, linotte mélodieuse, fauvette grisette, fauvette à tête noire, accenteur mouchet, pouillot fitis. Certaines autres espèces nichent sur les berges de la rivière, tels le martin-pêcheur, la bergeronnette grise, la bergeronnette des ruisseaux.
Parmi les oiseaux nicheurs de la zone, une vingtaine d'espèces font partie de la liste rouge des oiseaux menacés de Champagne-Ardenne, :
- la pie-grièche écorcheur que l'on retrouve dans les endroits pâturés du marais. Par contre la pie-grièche grise a cessé de se reproduire sur le site comme dans de nombreux autres endroits de France ;
- le vanneau huppé et le tarier pâtre, ces deux derniers nichant dans les prairies humides ;
- l'hirondelle de rivage qui niche dans des tas de sable des gravières et vient chasse au-dessus du marais souvent au ras de l'eau ;
- le phragmite des joncs qui niche dans les roselières ;
- chez les rapaces, le busard cendré, le busard Saint-Martin ou le faucon hobereau, utilisent le marais comme terrain de chasse. La chouette chevêche n'a pas été revue depuis plusieurs années.

### Les insectes

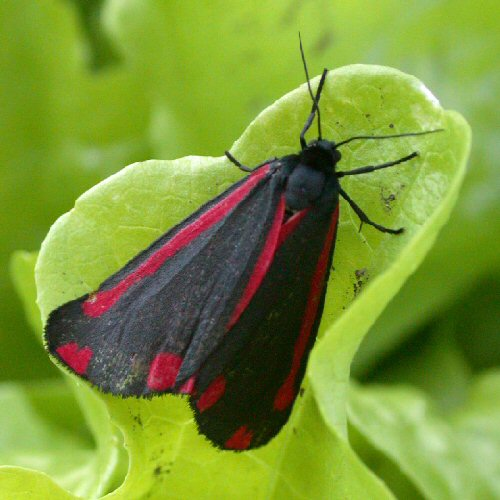
Goutte-de-sang (Tyria jacobaeae)

De nombreux papillons fréquentent les marais de la Vanne : Belle-Dame, Sphinx du tilleul, Paon-du-jour, Myrtil, Goutte-de-sang, Vulcain, etc. On y trouve également des sauterelles (grande sauterelle verte, conocéphale) et un criquet chanteur.

### Les mammifères
On retrouve régulièrement dans ces zones marécageuses le putois, l'hermine, le sanglier, le chevreuil, le renard roux et le Blaireau européen. Le vison d'Europe et la loutre d'Europe ont aujourd'hui disparu de ces marais.